# Enterobacteriaceae
Enterobacteriaceae reprezintă o familie de bacterii care cuprinde 28 de genuri, dintre care 23 sunt implicate în patologia umană. Aceste 23 de genuri cuprind bacterii patogene, condiționat patogene și accidental patogene. Enterobacteriaceele sunt implicate frecvent în infecțiile intraspitalicești (nozocomiale).